# Bloodsport (DC Comics)
A Bloodsport egy álnév, amelyet több, a DC Comics által kiadott amerikai képregényekben megjelenő fiktív szupergonosz használ. Mindezek a változatok a DC fő közös univerzumában, az úgynevezett DC Univerzumban léteznek. A John Byrne író és művész által készített eredeti Bloodsport először a Superman 4. számában jelent meg (1987. április). Bloodsport a szuperhős Superman ellenfele, legnevezetesebb inkarnációja Robert DuBois volt.
A karaktert a képregényekből a média különböző formáiban, többek között televíziós sorozatokban és játékfilmekben is feldolgozták. A Bloodsport Robert DuBois-féle változata a Supergirl című televíziós sorozatban debütált élőszereplős formában, David St. Louis alakításában. A DC Extended Universe-ben Robert DuBois-t Idris Elba alakítja a The Suicide Squad – Az öngyilkos osztag (2021) című filmben.

## Személyiség
DuBois úgy tesz, mintha megkeseredett vietnami veterán lenne, aki úgy érzi, hogy hazája elárulta és elutasította, ezért erőteljes és igazságos haragot érez amerikai honfitársai iránt, amiért elpazarolták a szabadságjogokat, amelyeket Vietnam megszállása állítólag segített megőrizni. Azonban nincsenek közvetlen tapasztalatai erről a háborúról, tehát beszédei és karaktere nagyrészt a háborúról szóló filmekből és a vietnami háború veteránjainak népi ábrázolásmódjából származik. Bár eleinte úgy tűnt, hogy tudatában van annak, hogy veterán személyisége kitaláció, egyre inkább téveszmés és elhatárolódó lett. A nagyon agresszív és erős emberként jellemzett DuBois állandó fantáziálásba merült arról, hogy katona lesz, és még a többi veszélyes rab is rettegett tőle a metropolisi Stryker's Island börtönben.

## Erők és képességek
Bár Robert DuBois nem rendelkezik emberfeletti képességekkel, kiváló fizikai állapota és rettenthetetlen harcmodora miatt szükség esetén félelmetes közelharcosnak mutatkozik. Egy olyan eszköz birtokában van, amely lehetővé teszi számára, hogy távoli helyről, azonnali sebességgel teleportáljon magához high-tech fegyvereket, amelyek közül sok a LexCorp fejlett kutatási projektjeinek egyedi prototípusa. Superman úgy jellemezte az eszköztárat, hogy az mind minőségében, mind mennyiségében "extradimenzionális".
Hihetetlenül erős és lényegesen ellenállóbb, mint egy átlagos ember, amit az is bizonyít, hogy több fizikai összecsapást is túlélt Superman ellen. DuBois reflexei és érzékszervei rendkívül élesek, és lehetővé teszik számára, hogy reagáljon Deadshotra és riassza Supermant. Gyors és pontos lövész a legkülönbözőbb lőfegyverekkel, a kézifegyverektől a vállról indítható fegyverekig. Teljesen kétkezi lövész, és a pontosság vagy a sebesség bármilyen mértékű vesztesége nélkül tud lőni. A puszta méretén és izomzatán felül az őrült DuBois úgy tűnik, hogy jelentős mániákus erővel és intenzitással rendelkezik: Egy bokszmérkőzésen Alexander Trenttel, egy emberfeletti erővel és reflexekkel rendelkező emberrel állt szemben.

## Fordítás
- Ez a szócikk részben vagy egészben  a   Bloodsport (character) című angol Wikipédia-szócikk fordításán alapul.  Az eredeti cikk szerkesztőit annak laptörténete sorolja fel. Ez a jelzés csupán a megfogalmazás eredetét és a szerzői jogokat jelzi, nem szolgál a cikkben szereplő információk forrásmegjelöléseként.